# Lebrel polaco
El Lebrel polaco (en polaco: 'Chart Polski', pronunciado Jart Polski) es una raza de lebreles originario de Polonia.

## Apariencia

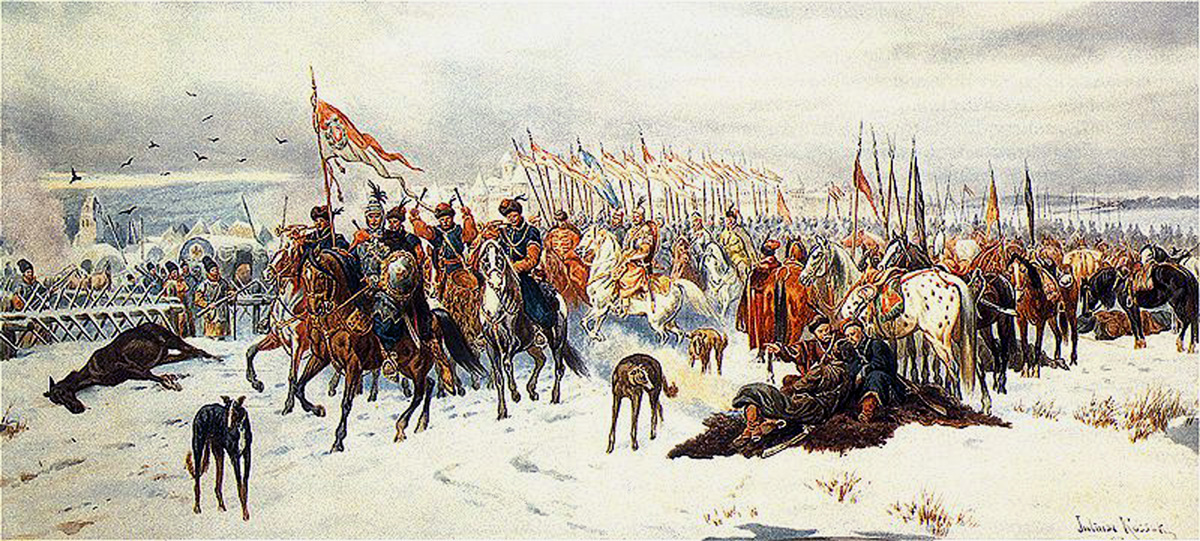
Lebreles polacos

Esta raza tiene un pelo corto que puede venir en diferentes colores; el manto es algo más pesado que en un Greyhound y se hace aún más grueso en invierno.

## Temperamento

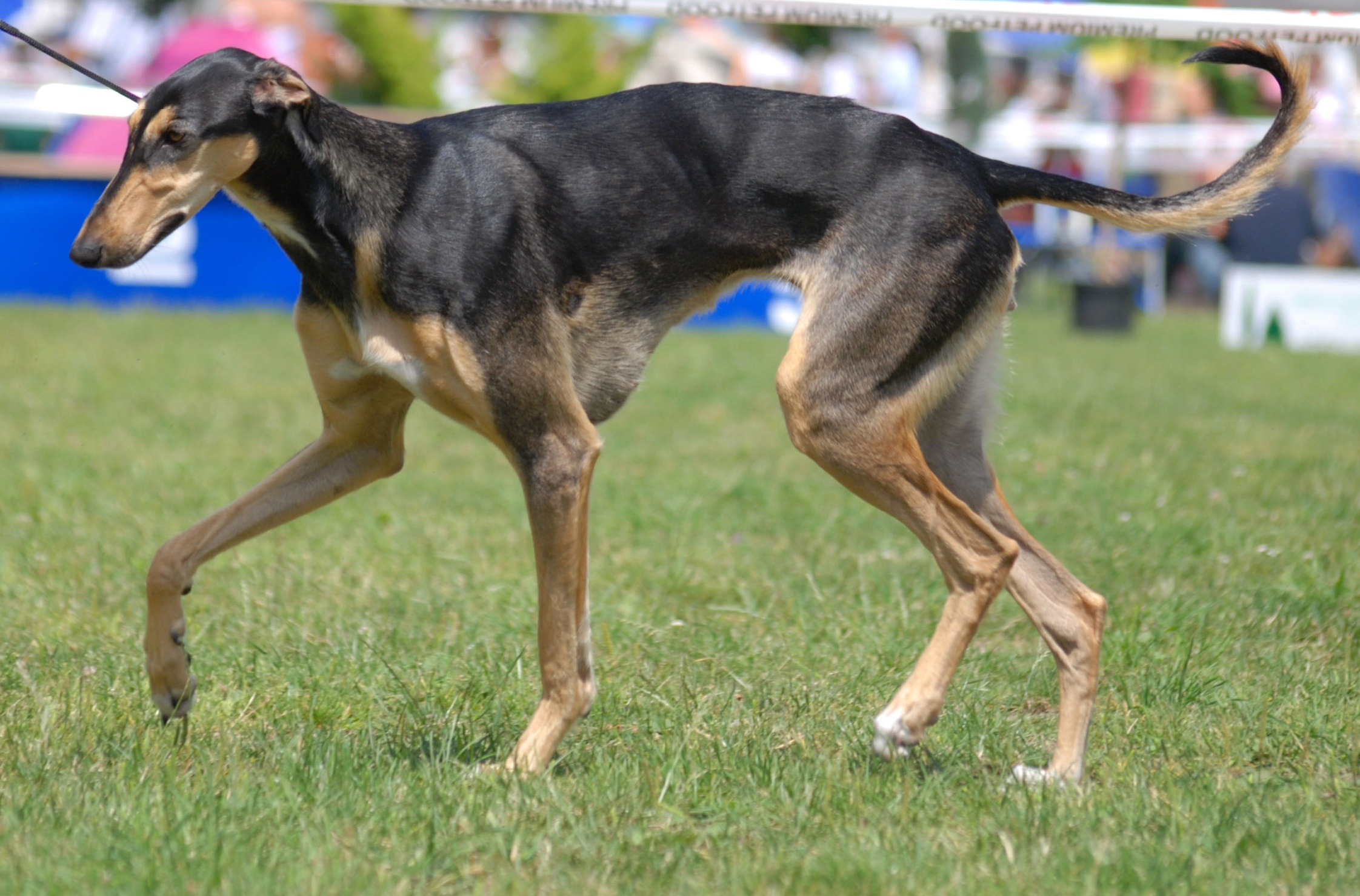
En una exposición canina

Tienen algunas similitudes con otros lebreles como el hecho de que no son especialmente activos, a menos que tengan una razón para serlo, como correr para cazar una presa. Sin embargo tiene grandes diferencias con los típicos lebreles: pueden ser muy territoriales además de muy agresivos, al haber sido criados para cazar lobos. Tienen un fuerte instinto de manada y no siempre aceptan nuevos perros en casa. Pueden ser muy buenos guardianes en casa, creando lazos fuertes con sus amos, en algunos casos, este lazo es tan fuerte que no aceptan personas extrañas en casa.
Disfrutan de un régimen con buena cantidad de ejercicio, andando diariamente para conseguirlo. Les encanta correr y, si no pueden utilizarse para la caza (en muchos lugares está prohibido para esta raza), pueden participar en deportes como coursing y carreras. En el entretiempo entre ambas actividades lo que más les gusta es estar tumbados en sofás o camas. Son obedientes y fáciles de entrenar, aunque pueden ser tercos y desobedientes, no siendo la mejor raza para dueños novatos. Necesitan una socialización temprana y firme y una clara orientación por parte de sus dueños.

## Salud
No se le conocen desórdenes genéticos. Ha habido casos de cáncer y algunas patologías coronarias. Viven 10 a 12 años, hasta un máximo de 15.

## Historia
Se originan en Polonia, seguramente a partir del lebrel asiático, tipo Saluki. No han sido criados desde el galgo inglés (greyhound).